# Conselho Revolucionário da União
O Conselho Revolucionário da União (birmanês:  ပြည်ထောင်စု တော်လှန်ရေး ကောင်စီ အဖွဲ့,   abreviado URC, também conhecido como o Conselho Revolucionário da Birmânia, abreviado RC) foi o corpo governante supremo da Birmânia (atual Myanmar) de 2 de março de 1962 - após a derrubada do governo civil de U Nu - até 3 de março de 1974, com a promulgação da Constituição da Birmânia de 1974 e transferência de poder para o Pyithu Hluttaw, a nova legislatura unicameral do país. 
A estrutura filosófica do Conselho Revolucionário foi colocada na via birmanesa para o socialismo, que aspirava a converter a Birmânia num Estado democrático socialista autossustentável, em 30 de abril de 1962. Em 4 de julho de 1962, o URC estabeleceu o Partido do Programa Socialista da Birmânia (BSPP), único partido político legal do país baseado nas linhas de um partido revolucionário marxista-leninista.  De 1962 a 1971, o BSPP transitou de um partido de quadros (consistindo membro filiados da elite do RC) para um partido de massas.  No Primeiro Congresso, o partido tinha 344.226 membros. Em 1981, o BSPP possuía 1.5 milhões de membros. 